# Are You Sleepy?
| Đánh giá chuyên môn | Đánh giá chuyên môn |
| Nguồn đánh giá      | Nguồn đánh giá      |
| Nguồn               | Đánh giá            |
| ------------------- | ------------------- |
| Allmusic            | [ 1 ]               |

Are You Sleepy? là album đầu tay của The Gerbils, được phát hành năm 1998 qua Hidden Agenda Records.

## Danh sách ca khúc
1. "Sunshine Soul" - 2:38
2. "Is She Fiona" - 2:56
3. "Crayon Box" - 3:00
4. "Penny Waits" - 2:18
5. "Fluid" - 2:53
6. "Wet Host" - 5:29
7. "Glue" - 4:24
8. "Ted Doesn't Mind" - 2:24
9. "Walnuts" - 2:28
10. "Lead" - 4:50
11. "Grin" - 3:04

## Thành phần tham gia
- Scott Spillane - Hát, Guitar, Bass
- Will Westbrook - Hát, Guitars, Crystal Calibrator, Tape Manipulation, Bells
- Jeremy Barnes - Trống, Hát
- John D'Azzo - Hát, Guitar, Bass, Piano, Air Organ, Trống